# 1. deild islandzka w piłce nożnej (1965)
Sezon 1965 był 54. sezonem o mistrzostwo Islandii. Drużyna Keflavík nie obroniła tytułu mistrzowskiego, zdobył go natomiast zespół KR, zdobywając trzynaście punktów w dziesięciu meczach i wygrywając mecz finałowy. Po sezonie spadł zajmujący ostatnie miejsce zespół Fram.

## Drużyny
Po sezonie 1964 z ligi spadł zespół Þróttur Reykjavík, z 2. deild awansowała natomiast drużyna ÍBA Akureyri wobec czego do sezonu 1965 ponownie przystąpiło sześć zespołów.
| Uczestnicy poprzedniej edycji                                                                                 | Uczestnicy poprzedniej edycji | Uczestnicy poprzedniej edycji | Uczestnicy poprzedniej edycji |
| --- | ----------------------------- | ----------------------------- | ----------------------------- |
| ÍBK | Keflavík                      | 1                             |                               |
| ÍA | Akraness                      | 2                             |                               |
| KRE | KR                            | 3                             |                               |
| VAL | Valur                         | 4                             |                               |
| FRA | Fram                          | 5                             |                               |
| Awans z 2. deild                                                                                              |                               |                               |                               |
| ÍBA | ÍBA Akureyri                  | 1                             |                               |
| Oznaczenia: - kolumna pierwsza – skróty nazw drużyn, - kolumna trzecia – miejsce zajęte w poprzednim sezonie. |                               |                               |                               |

## Tabela
| Lp. | Drużyna       | M  | Z | R | P | Bramki | Bramki | Różn. | Pkt | Uwagi                                      |
| --- | ------------- | -- | - | - | - | ------ | ------ | ----- | --- | ------------------------------------------ |
| 1   | Akraness      | 10 | 6 | 1 | 3 | 24     | 16     | +8    | 13  | baraż o mistrzostwo                        |
| 1   | KR1 (M)       | 10 | 5 | 3 | 2 | 23     | 15     | +8    | 13  | baraż o mistrzostwo                        |
| 3   | Keflavík      | 10 | 4 | 3 | 3 | 18     | 15     | +3    | 11  |                                            |
| 3   | ÍBA Akureyri2 | 10 | 5 | 1 | 4 | 14     | 19     | −5    | 11  |                                            |
| 5   | Valur         | 10 | 3 | 1 | 6 | 19     | 24     | −5    | 7   | Puchar Zdobywców Pucharów • Runda wstępna3 |
| 6   | Fram          | 10 | 2 | 1 | 7 | 10     | 19     | −9    | 5   | Spadek do 2. deild                         |

Źródło: Knattspyrnusamband Íslands (isl.) 
Oznaczenia: (M) – tytuł mistrzowski, (A) – awans, (S) – spadek.
Zasady ustalania kolejności: 1. liczba zdobytych punktów; w przypadku remisu decydującym o kwalifikacji do danych rozgrywek organizuje się mecz barażowy. 
Objaśnienia:
1Wbrew informacjom zawartym na stronie ksi.is, KR wygrał mecz przeciwko zespołowi Valur stosunkiem 3:0, nie 2:0, jak wynika z raportu w gazecie Morgunblaðið.

2Z treści strony ksi.is wynika, że Valur wygrał mecz przeciwko drużynie ÍBA Akureyri stosunkiem 3:1. Tak naprawdę jednak mecz skończył się wynikiem 2:1 dla zespołu z Akureyri, co wynika z raportu w gazecie Alþýðumaðurinn.

## Wyniki
| Gospodarz \ Gość | ÍA  | FRA | ÍBA | ÍBK | KRE | VAL |
| Akraness         |     | 2:3 | 2:0 | 1:2 | 4:1 | 3:2 |
| Fram             | 0:1 |     | 1:2 | 1:1 | 1:2 | 2:1 |
| ÍBA Akureyri     | 2:2 | 2:1 |     | 2:0 | 1:3 | 2:1 |
| Keflavík         | 2:1 | 5:0 | 0:1 |     | 1:1 | 4:3 |
| KR               | 2:3 | 1:0 | 5:0 | 3:3 |     | 3:0 |
| Valur            | 2:5 | 2:1 | 4:2 | 2:0 | 2:2 |     |

Źródło: Knattspyrnusamband Íslands (isl.)
Objaśnienia:
1Drużyna gospodarzy jest wymieniona po lewej stronie tabeli.
Kolory: zielony – zwycięstwo gospodarzy, żółty – remis, różowy – zwycięstwo gości.

## Baraż o mistrzostwo
O mistrzostwie Islandii w sezonie 1965 zadecydował dodatkowy, bezpośredni mecz pomiędzy drużyną KR i Akraness. Mecz zwyciężył pierwszy zespół i zdobył kolejny tytuł mistrzowski rozgrywek piłkarskich na Islandii, równocześnie kwalifikując się do Pucharu Europy.
| 3 września 1965 | KR | 2:1Raport | Akraness | Laugardalsvöllur |
|                 |    |           |          |                  |

## Najlepsi strzelcy
| Bramki | Strzelcy              | Drużyna      |
| ------ | --------------------- | ------------ |
| 11     | Baldvin Baldvinsson   | KR           |
| 6      | Eyleifur Hafsteinsson | Akraness     |
| 6      | Ríkharður Jónsson     | Akraness     |
| 6      | Skúli Hákonarson      | Akraness     |
| 5      | Hreinn Ellidason      | Fram         |
| 5      | Skúli Ágústsson       | ÍBA Akureyri |
| 5      | Runar Juliusson       | Keflavík     |
| 5      | Bergsveinn Alfonsson  | Valur        |